# Asociación Argentina de Logística Empresaria
La Asociación Argentina de Logística Empresaria (Arlog) es una asociación sin fines de lucro integrada por profesionales y empresarios, relacionados con la logística. Se la considera una de las instituciones educativas más representativa de la actividad logística de su país y un referente en los ámbitos empresarios, profesionales y gubernamentales acerca del conocimiento de las mejores prácticas de la profesión.

Ofrece un ámbito de actualización en las técnicas y prácticas de la gestión logística de ese país; facilita el intercambio de experiencias; contribuye al desarrollo profesional de la actividad; difunde experiencias aplicadas en otros países y actúa como foro de comunicación y enlace de los sectores involucrados.
Es además la encargada de la realización de la Exposición de Logística en la Argentina.

## Historia
La Asociación Argentina de Logística Empresaria se fundó el 31 de octubre de 1990 gracias a la iniciativa de un grupo de profesionales y empresarios que tomaron la determinación de establecer un ámbito institucional para la actividad. Osvaldo Fernández fue su principal mentor y primer presidente.
En 1995 Arlog realizó por primera vez en la Argentina la Exposición de Logística, punto de partida de la muestra Logisti-k, que ofrece un panorama de las novedades en tecnologías y servicios que se presentan para el mercado.

## Objetivos
Arlog agrupa a los profesionales de la Logística, ya sea que trabajen como operadores logísticos, consultores, docentes, gente de sistemas, inmobiliarias y otros profesionales que se relacionen con la Logística.
Se concibió como institución sin fines de lucro, con el fin de:
- Ofrecer un ámbito de actualización permanente en las técnicas y prácticas de la gestión logística.
- Facilitar el intercambio de experiencias entre empresas y profesionales.
- Contribuir al desarrollo profesional de la actividad.
- Difundir las experiencias logísticas aplicadas en otros países.
- Actuar como foro de comunicación y enlace para todos los sectores involucrados.

## Actividades
- Desayunos mensuales de actualización donde se exponen temas vinculados con la logística.
- Encuentro Nacional de Logística: todos los años, desde 1991, congrega a los profesionales de la logística para el tratamiento de las temáticas preponderantes del sector.
- Capacitación en actividades dedicadas al tratamiento de temáticas específicas por especialistas de reconocimiento nacional e internacional mediante cursos y programas.
- Expo Logisti-k en 1995, Arlog organizó la primera exposición de Logística de la Argentina y, desde 1996, patrocina Logisti-k. Se exhiben materiales, equipos y servicios utilizados en la actividad.
- Newsletter: Canal de comunicación entre la asociación y los socios.
- Premio Arlog: destinado a promover y reconocer trabajos de investigación y desarrollo de temáticas logísticas que tengan a aplicación práctica.
- Arlog en el Aire: micro programa radiofónico, que se emite dentro del programa "Hablemos de Logística" (Radio Palermo - FM 94.7).[5]
- Viajes de estudio a centros de operaciones logísticas e instituciones profesionales de los principales países del mundo. También lleva a cabo visitas al extranjero para conocer las operaciones de las empresas argentinas y capacitarse con especialistas.
- Participa de diferentes foros y eventos internacionales relacionados con la logística.
- Encuentros en el interior que incluyen conferencias sobre los temas de actualidad, sintonizados con la problemática de cada región, ofrecidas por referentes académicos, de empresas y funcionarios del Estado.
- Comisiones de trabajo para el estudio e impulso de temas considerados importantes para el desarrollo y el fomento de la actividad logística en la Argentina. Cabe destacar la Comisión de Paletización, que contribuyó en la homologación de las normas del Instituto Argentino de Normalización y Certificación (IRAM) para el pallet Arlog en consumo masivo y su implementación.
- Tecnicatura Superior en Logística: carrera terciaria por con un programa aprobado por el Ministerio de Educación de la Provincia de Buenos Aires.
- La Asociación Argentina de Logística Empresaria suscribió un acuerdo con la Fundación Banco de Alimentos gracias al cual empresas del sector colaboran con el traslado de insumos y alimentos a distintos comedores comunitarios de la Argentina.
- La Revista Concepto Logístico:[6] difunde conceptos de la disciplina logística con nivel de elaboración académica y sirve de vinculación entre los asociados.